# ГЕС Xīnānjiāng
ГЕС Xīnānjiāng (新安江水电站) — гідроелектростанція на сході Китаю у провінції Чжецзян. Використовує ресурс із річки Xin’an, лівої твірної Фучун (впадає до Східнокитайського моря у місті Ханчжоу). При цьому нижче по сточищу на Фучун працює ГЕС Fùchūnjiāng.
В межах проекту річку перекрили бетоною гравітаційною греблею висотою 105 метрів та довжиною 467 метрів. Вона утримує велике водосховище з площею поверхні 580 км2 та об’ємом 17,8 млрд м3 (корисний об’єм 10,3 млрд м3), в якому припустиме коливання рівня у операційному режимі між позначками 86 та 108 метрів НРМ (під час повені рівень може зростати до 114 метрів НРМ, а об’єм – до 21,6 млрд м3).
Пригреблевий машинний зал обладнали дев'ятьма турбінами типу Френсіс – чотирма потужністю по 75 МВт та п’ятьма із показником по 72,5 МВт. Наразі вісім із них модернізовані до показника у 95 МВт, а одна – до 90 МВт. Гідроагрегати використовують напір від 58 до 84 метрів (номінальний напір 73 метра) та забезпечують виробництво 1861 млн кВт-год електроенергії на рік.
Видач продукції відбувається по ЛЕП, розрахованій на роботу під напругою 220 кВ.
Під час спорудження комплексу використали 1750 тис м3 бетону та здійснили виїмку 0,6 млн м3 породи.